# Max Cary
Max Cary (* 6. August 1881 in Liverpool; † 1958 in London) war ein britischer Althistoriker.

## Leben
Er besuchte das Corpus Christi College in Oxford als Stipendiat. Nach einem Jahr an der British School at Athens wurde er 1905 zum Dozenten für Griechisch an der Universität Birmingham ernannt. 1908 wurde er Dozent für Alte Geschichte an der London University sowohl am University College als auch am Bedford College. 1937 wurde er zum Professor ernannt; 1946 ging er in den Ruhestand. Er erhielt den Doctor of Literature in Oxford 1922.

## Schriften (Auswahl)
- A history of the Greek world from 323 to 146 B.C.. 1951.
- A history of Rome down to the reign of Constantine. 1951.
- Life and thought in the Greek and Roman world . 1957.
- The geographic background of Greek & Roman history. 1981.